# European Imaging and Sound Association
«European Imaging and Sound Association, EISA» (укр. Європейська асоціація журналів з аудіо- й відеотехніки) — європейська організація, яка об'єднує 55 європейських спеціалізованих видань з 29 країн Європи з аудіо- й відеотехніки. За результатами незалежних експертних оцінок учасників найкращим зразкам аудіо- й відеотехніки щорічно вручається престижна премія «EISA Awards» у різних номінаціях.
Асоціація існує з 1982 року. Її нинішній президент — Пол Міллер (Paul Miller, Велика Британія). Серед членів такі видання: «Heimkino» (Німеччина), «Ljud & bild» (Швеція), «Stereo & Video», «Foto & Video», «АвтоЗвук» (Росія). Традиційно вважається, що EISA Awards — «вибір журналістів», але вибір переможця визначається голосуванням головних редакторів членів-учасників.
Залежно від кон'юнктури ринку перелік номінацій регулярно змінювався. У 2010 році премію надавали в таких категоріях: аудіо, відео, домашній кінотеатр, фото, автомобільна електроніка, мобільний пристрій. Кожна категорія має 5–6 номінацій.
У номінації допускаються моделі техніки, огляди яких були опубліковані в не менш ніж п'яти журналах членів-учасників. Продукт-претендент повинен поступити у продаж не пізніше 1 жовтня в не менш ніж в 10 європейських країнах. EISA Awards укладає договір із компанією-переможцем, за яким вона має право використовувати логотип «Переможець EISA Awards» на відповідному продукті або використовувати слоган у рекламних цілях.